# Perućac
Perućac (en serbe cyrillique : Перућац) est un village de Serbie situé dans la municipalité de Bajina Bašta, district de Zlatibor. Au recensement de 2011, il comptait 526 habitants.

## Géographie et économie

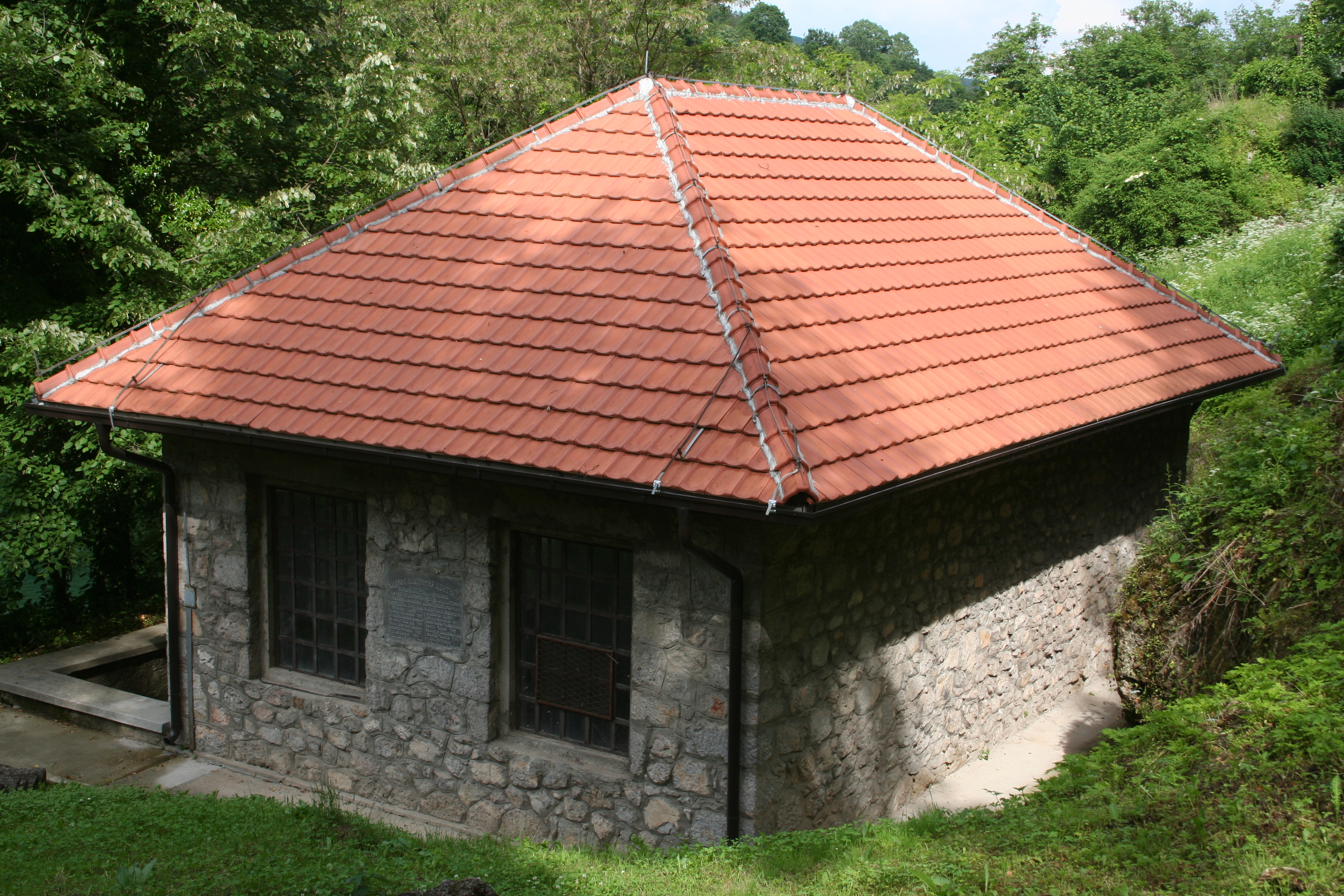
La vieille station hydroélectrique de Perućac
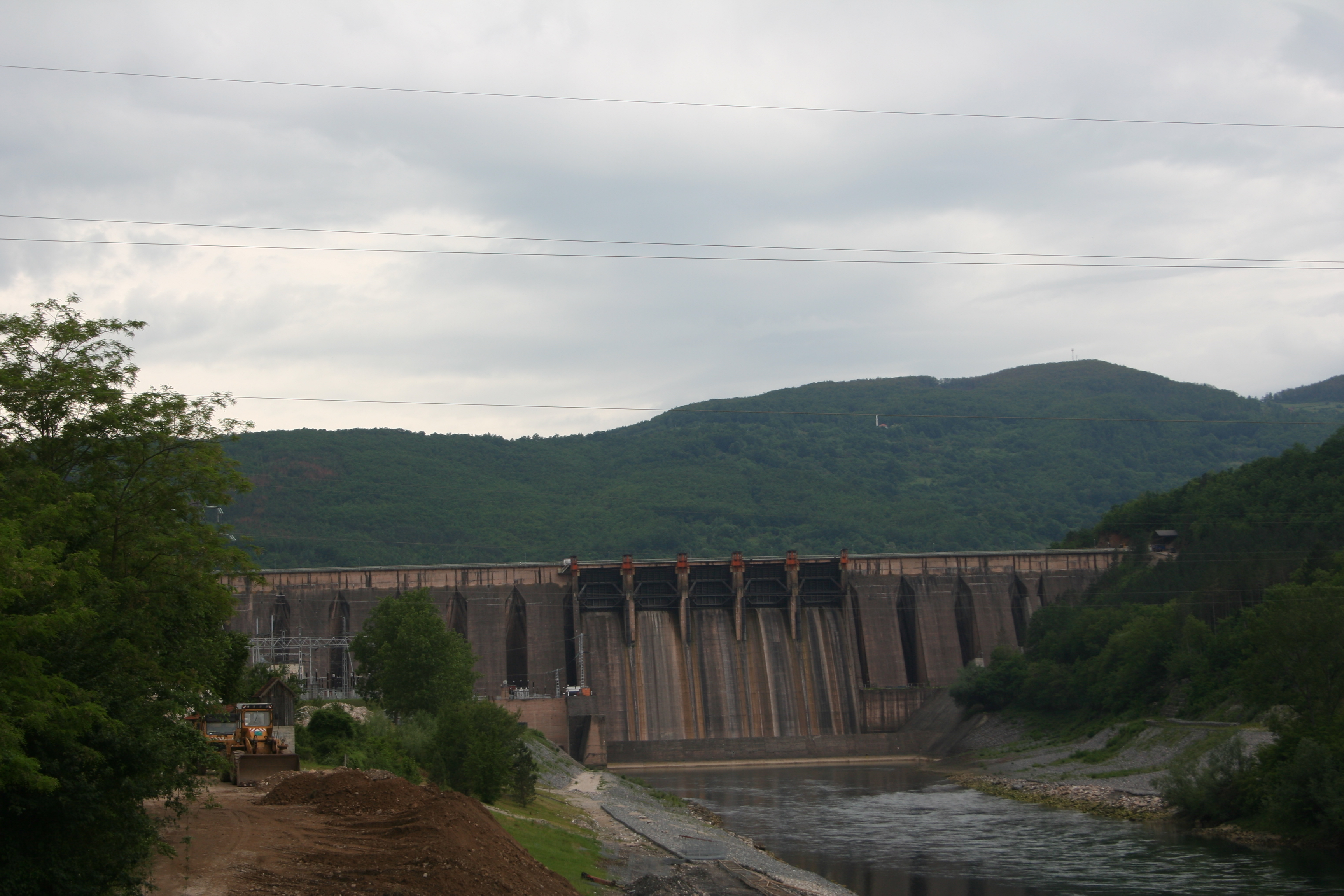
Le barrage sur la Drina
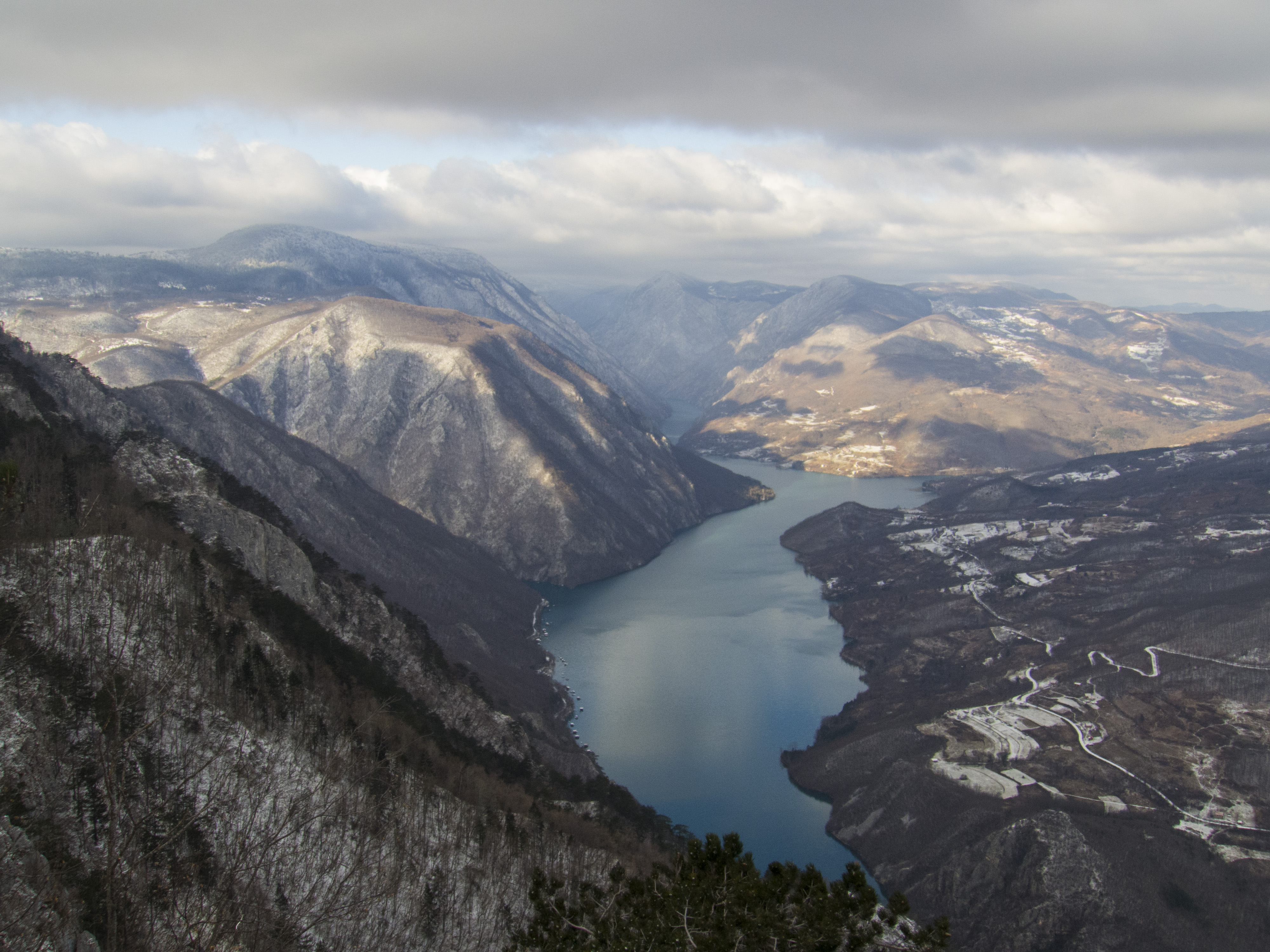
Le lac de Perućac

## Histoire et patrimoine
Sur le territoire du village se trouve la nécropole médiévale de Mramorje, qui abrite des monuments de type stećak, typiques de l'architecture funéraire médiévale des pays de l'ex-Yougoslavie ; ce cimetière est inscrit sur la liste des sites archéologiques d'importance exceptionnelle de la République de Serbie. En 2016, le site a été inscrit avec 27 autres sur la liste du Patrimoine mondial de l'UNESCO.

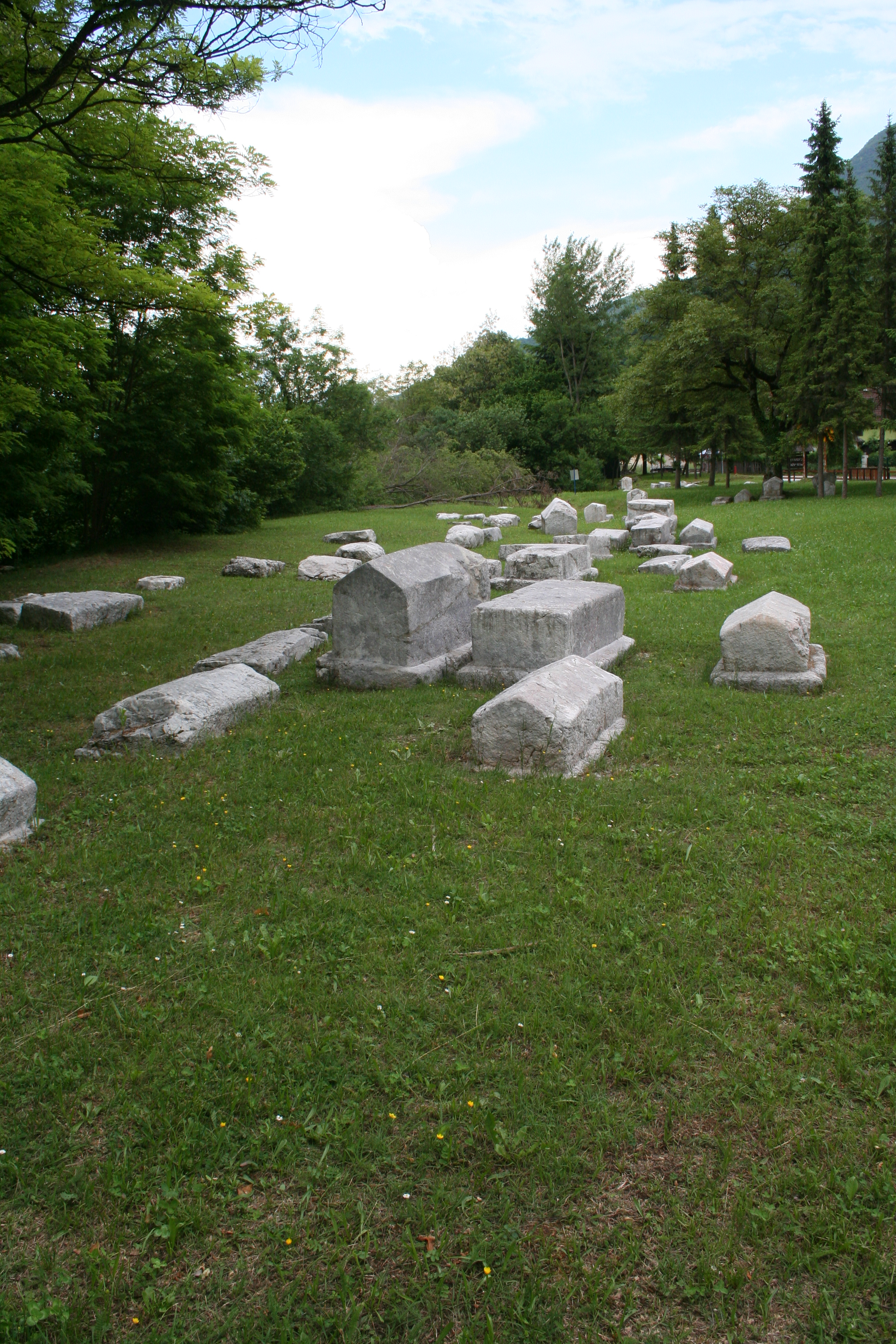
Vue du site de Mramorje
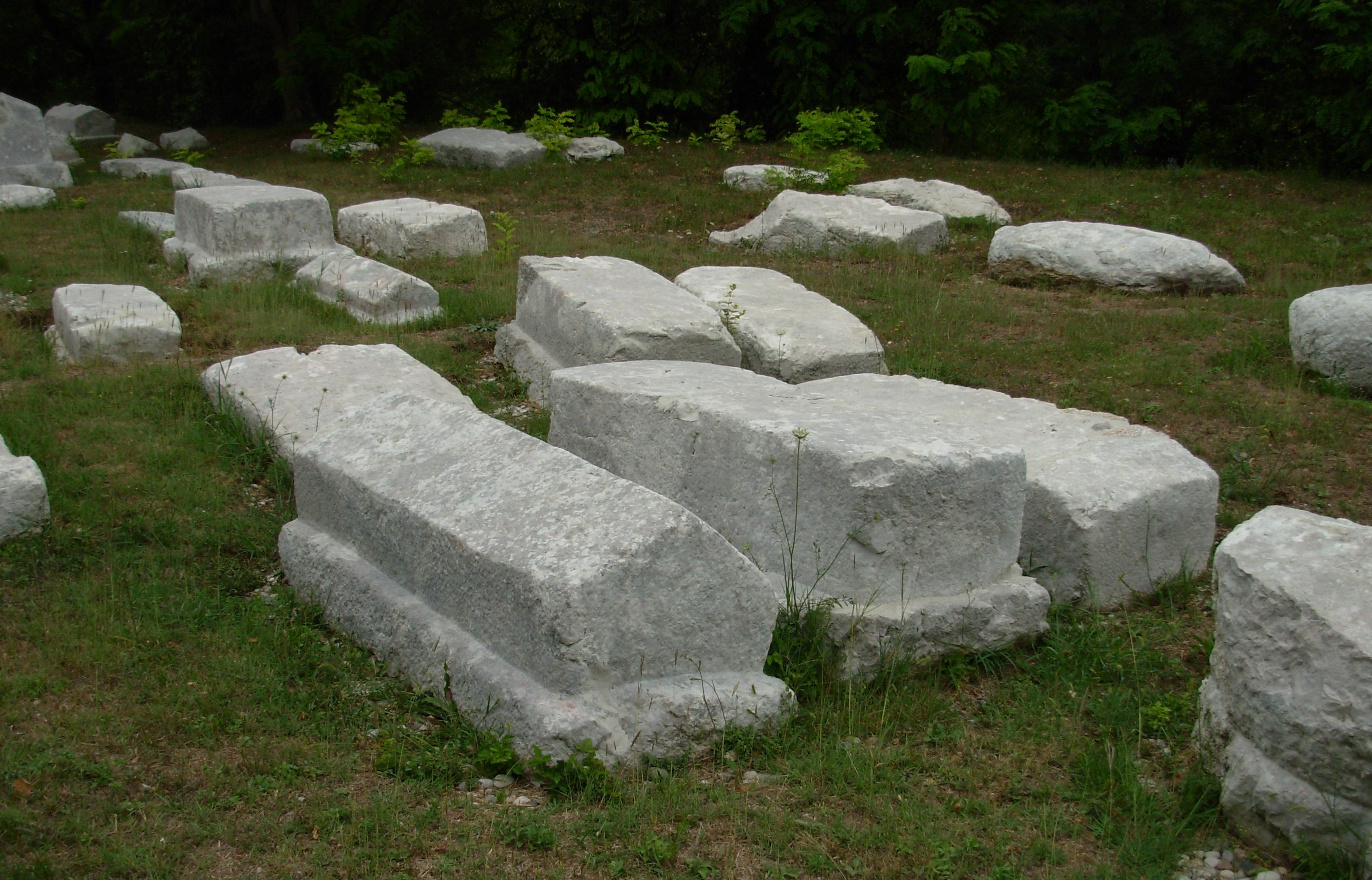
Autre vue du site
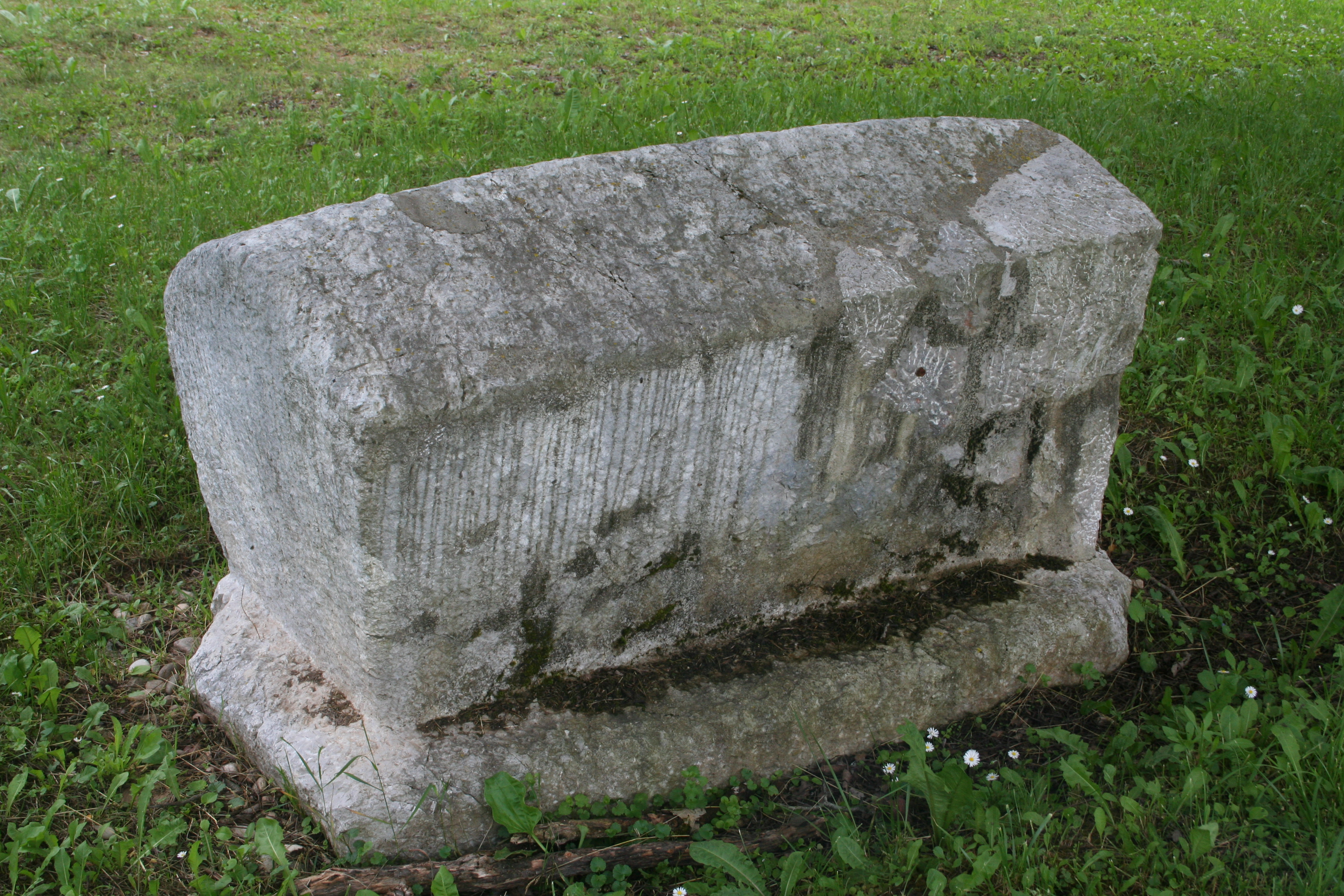
Un sarcophage

## Démographie

### Évolution historique de la population
| 1948 | 1953 | 1961 | 1971 | 1981 | 1991 | 2002 | 2011 |
| ---- | ---- | ---- | ---- | ---- | ---- | ---- | ---- |
| 608  | 629  | 666  | 569  | 802  | 687  | 845  | 526  |

|  |